# Hans Riemann
Hans Otto Hermann Carl Riemann (* 16. April 1899 in Gablenz; † 19. November 1992 in  München) war ein deutscher Klassischer Archäologe.

## Leben
Hans Riemann besuchte von 1909 bis 1917 das Realprogymnasium in Chemnitz und leistete von 1917 bis 1919 Kriegsdienst, anschließend absolvierte er ein kaufmännisches Volontariat bei einer Maschinenfabrik und einer Bank. Er studierte zunächst von 1922 bis 1925 Musik (Komposition und Kontrapunkt) an der Hochschule für Musik in München. Ab 1929 studierte er Klassische Archäologie, Klassische Philologie und Kunstgeschichte in Köln, Berlin, Königsberg und Frankfurt. Dort wurde er am 25. Juni 1934 mit der Dissertation Zum griechischen Peripteraltempel. Seine Planidee und ihre Entwicklung bis zum Ende des 5. Jahrhunderts promoviert. Am 1. März 1934 wurde er Hilfsassistent am Archäologischen Seminar in Frankfurt, am 1. September 1936 Assistent an der Grabung in Olympia. Vom 1. November 1936 bis 1938 war er Hilfsbibliothekar an der Abteilung Athen des Deutschen Archäologischen Instituts. Von 1940 bis 1945 leistete er Kriegsdienst. Am 28. Oktober 1943 habilitierte er sich an der Universität Tübingen.
Zum 1. Oktober 1946 wurde er wissenschaftlicher Hilfsarbeiter an der Universität Erlangen, nach der Umhabilitation am 1. Februar 1947 zum 13. Mai 1947 Privatdozent für Klassische Archäologie, am 13. Mai 1953 erhielt er die Amtsbezeichnung eines außerplanmäßigen Professors verliehen. Er war nach der Emeritierung Georg Lippolds vom 1. April 1953 bis Dezember 1953 Lehrstuhlvertreter.
Im März 1954 begann er an der Universität Erlangen eine bibliothekarische Ausbildung, die er 1955 abschloss. Zum 15. April 1955 wurde er an der Universität Erlangen beurlaubt und wurde Bibliothekar der Abteilung Rom des Deutschen Archäologischen Instituts. Nach seinem Ausscheiden an der Universität Erlangen 1956 wurde er dort zum Wissenschaftlichen Rat ernannt, zugleich zum apl. Professor a. D. 1964 ging er in den Ruhestand. Von 1959 bis 1969 war er Redakteur der Römischen Mitteilungen und von deren Ergänzungsheften.
Seit 1942 war er korrespondierendes Mitglied des Deutschen Archäologischen Instituts, seit Dezember 1954 ordentliches Mitglied.

## Schriften (Auswahl)
- Zum griechischen Peripteraltempel. Seine Planidee und ihre Entwicklung bis zum Ende des 5. Jahrhunderts. Düren 1935 (zugl. Dissertation, Frankfurt 1934).
- Die Skulpturen vom 5. Jahrhundert bis in römische Zeit (= Kerameikos. Band 2). Berlin 1940.
- Studien zum dorischen Antentempel. In: Bonner Jahrbücher 161, 1961, S. 183–200 (Digitalisat).
- Die Planung des ältesten sizilianischen Ringhallentempels. In: Mitteilungen des Deutschen Archäologischen Instituts. Römische Abteilung 71, 1964, S. 19–59.
- Zum Olympieion von Syrakus. In: Mitteilungen des Deutschen Archäologischen Instituts. Römische Abteilung 71, 1964, S. 229–237.
- Zur Grundrißinterpretation des Enneastylos von Poseidonia. In: Mitteilungen des Deutschen Arcäologischen Instituts. Römische Abteilung  72, 1965, S. 198–208.
- Beiträge zur römischen Topographie. In: Mitteilungen des Deutschen Archäologischen Instituts. Römische Abteilung 76, 1969, S. 103–121.